# Stjepan Filipović
Stjepan Filipović (Opuzen, 27 de janeiro de 1916 – Valjevo, 22 de maio de 1942) foi um comunista iugoslavo que liderou a Companhia Kolubara do Destacamento Partisano de Valjevo durante a revolta partisana de 1941. Ele foi capturado e executado em 1942, em Valjevo. Uma foto dele tirada pouco antes de sua execução tornou-se um símbolo da resistência contra o fascismo na Segunda Guerra Mundial e foi exibida, entre outros lugares, no edifício das Nações Unidas em Nova York. Ele foi proclamado Herói do Povo da Iugoslávia em 1949.

## Biografia

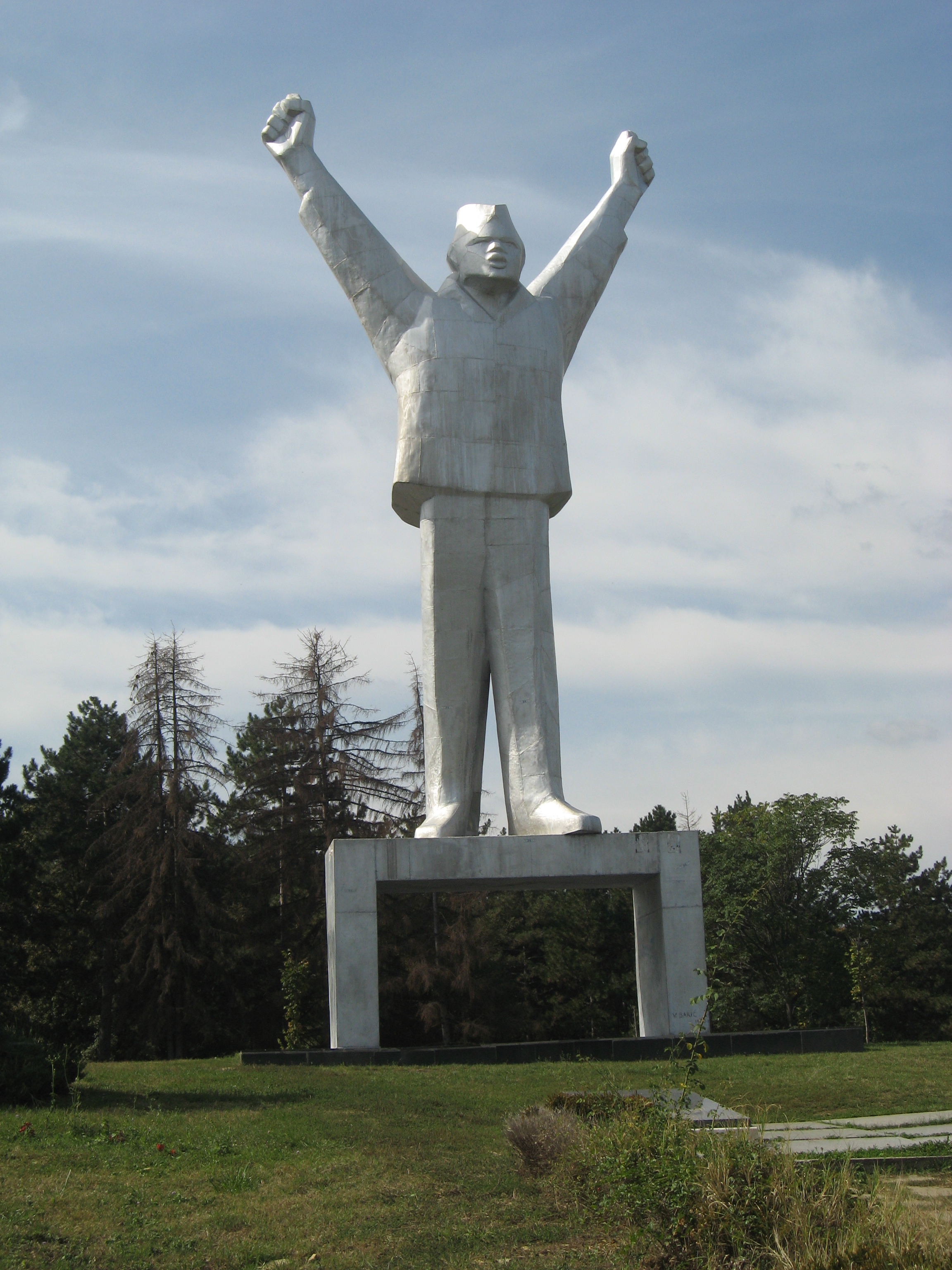
Monumento a Filipović em Valjevo

Stjepan Filipović nasceu em 27 de janeiro de 1916 em Opuzen (atual Croácia) como o quinto filho de Anton e Ivka Filipović. Ele era de etnia croata. A família Filipović mudou-se várias vezes pelo Reino da Iugoslávia, pelo que ele viveu em Županja, Mostar e Kragujevac. Em Kragujevac, estudou serralharia e aprendeu os conceitos básicos de eletricidade, carpintaria e encadernação. Ele aderiu ao movimento trabalhista em 1937, mas foi preso em 1939 e condenado a um ano de prisão. Ele se filiou ao Partido Comunista da Iugoslávia em 1940.

## Morte
Quando a Segunda Guerra Mundial na Iugoslávia começou, os guerrilheiros organizaram uma unidade Tamnava-Kolubara em Valjevo (atual Sérvia) em 1941, e Filipović tornou-se seu comandante. Ele foi capturado em 24 de dezembro de 1941 pelos chetniks de Kosta Pećanac.
Em 22 de maio de 1942, aos 26 anos, Filipović foi enforcado em Valjevo por uma unidade da Guarda Estatal Sérvia. Quando a corda foi colocada em seu pescoço, Filipović levantou os braços e gritou Smrt fašizmu, sloboda narodu! (“Morte ao fascismo, liberdade ao povo!”). Ele exortou o povo iugoslavo a resistir e implorou que nunca cessassem a resistência. Uma fotografia tirada nesse momento foi amplamente reproduzida e se tornou um símbolo da resistência antifascista. Uma estátua de Filipović foi esculpida à sua imagem.
Filipović foi declarado Herói Nacional da Iugoslávia em 14 de dezembro de 1949. A cidade de Valjevo tem uma estátua dedicada a ele, “Stevan Filipović”. Um monumento também foi erguido em sua cidade natal, Opuzen, em 1968, mas foi demolido em 1991.
Seu irmão Šimun foi baleado pelos alemães no massacre de Kragujevac, na Sérvia; embora fosse de etnia croata, o que poderia tê-lo salvado da morte, ele se recusou a revelar sua origem, compartilhando o destino dos cidadãos de Kragujevac. O segundo irmão de Stjepan, Nikola, foi morto em maio de 1943, enquanto membro da 1ª Brigada Proletária.